# Andreas Jessen
Andreas Jessen (født 22. juli 1989) er en dansk skuespiller. Andreas blev uddannet skuespiller på Syddansk skuespillerskole. Han er lillebror til skuespilleren Sebastian Jessen. Han spiller bl.a. rollen som Maximilian i den danske julekalender Ludvig & Julemanden og rollen som Flemming Vestergaard i TV 2 Charlie's serie Mercur. Han medvirker også i DR's julekalender Den anden verden som prinsen i eventyrverdenen.

## Filmografi
| År        | Titel               | Rolle                                    | Bemærkninger            |
| --------- | ------------------- | ---------------------------------------- | ----------------------- |
| 1999      | Ilddaab             | Lægens søn                               |                         |
| 2000      | Udenfor             | Aksel                                    |                         |
| 2000      | Skjulte spor        | Emil Olsen                               |                         |
| 2000-2003 | Rejseholdet         | Dreng & Casper Bertelsen                 | TV-serie, afsnit 5 & 10 |
| 2002      | Plan B              | Mikkel                                   | TV-serie, 6. episode    |
| 2004-2005 | Der var engang...   | Grantræet som barn + Kay i Snedronningen | Stemme                  |
| 2007      | Cecilie             | Michael Konnerup                         |                         |
| 2007      | Mig & Che           | Che som ung                              |                         |
| 2010      | Hash                | Pinky                                    |                         |
| 2011      | Ludvig & Julemanden | Spøgelset Maximillian Løvenkranz         | Julekalender            |
| 2011      | Fortidens skygge    | Ung fyr 1                                |                         |
| 2012      | Hvidsten Gruppen    | Jacob                                    |                         |
| 2012      | You & me forever    | Marias date                              |                         |
| 2016      | Den anden verden    | Prinsen                                  | Julekalender            |
| 2017      | Mercur              | Flemming Vestergaard                     | TV-serie                |
| 2017      | Den lille vampyr    | Nicolas                                  | Stemme                  |
| 2019      | Valhalla            |                                          |                         |
| 2020      | Alfa                | Adam                                     |                         |
| 2021      | Hvide Sande         | Theis                                    | 'Carpe Diem' fyren      |

Han lægger stemme til:
- Jesse (spillet af Drew Roy) i Hannah Montana
- Griffin (spillet af Drew Roy) i iCarly
- "Kloge Åge" i Polar-Ekspressen
- Haku i Chihiro og heksene
- Zeke Beakerman (Justins bedste ven) i Magi på Waverly Place
- Kabuto Yakushi i Naruto
- Neji Hyuga i Naruto
- Daniel "Dan" Kuso i Bakugan Battle Brawlers